# Белоусовское месторождение
Белоу́совское месторожде́ние — месторождение полиметаллических руд в Рудном Алтае. Находится в границах Берёзовско-Белоусовского рудного поля, в окрестностях посёлка Белоусовка Глубоковского района Восточно-Казахстанской области Казахстана, что в 18 километрах на северо-запад от Усть-Каменогорска.

## Открытие
Белоусовское полиметаллическое месторождение открыто по старым чудским выработкам в 1797 году горным мастером Василием Белоусовым. Промышленное освоение началось в XIX веке.

## Описание месторождения
В результате геолого-разведочных работ, проводимых с 1931 года, обнаружено несколько рудных залежей с глубиной залегания 250—500 метров. В целом, месторождение сконцентрировано в рудном бассейне примыкающем к иртышскому антиклинорию и складчатому поясу.
В нижних слоях залегают сильно метаморфизированные амфибол-пироксеновые гнейсы и слюдисто-кварцевые известняки ордовика. В верхних слоях располагаются шпатовые порфироиды верхнего девона, туфогенные альбитофирово-известняковые слои и осадочные породы карбона. Рудные залежи прорывают герцинские интрузивные тела. Зона окисления находится на глубине 65 метров.
Месторождение относится к колчеданно-полиметаллическим рудным формациям. Основные рудные минералы — халькопирит, сфалерит, галенит, пирит, барит. В медно-колчеданных рудах основными являются — борнит, халькозин, пирит и серебро. Встречаются и редкие элементы — селен, теллур, висмут, золото, кадмий и др.